# Alperen Babacan
Alperen Babacan (sinh 18 tháng 7 năm 1997) là một cầu thủ bóng đá Thổ Nhĩ Kỳ thi đấu ở vị trí hậu vệ phải hoặc trung vệ cho câu lạc bộ Thổ Nhĩ Kỳ MKE Ankaragücü mượn từ Akhisar Belediyespor ở Süper Lig.

## Sự nghiệp chuyên nghiệp
Babacan khởi đầu sự nghiệp với câu lạc bộ quê nhà Denizlispor trong trận hòa 2-2 với Karşıyaka ngày 6 tháng 12 năm 2014. Babacan chuyển đến Akhisar Belediyespor ngày 13 tháng 7 năm 2017 sau một mùa giải thành công với Denizlispor, ghi 5 bàn thắng từ hậu vệ phải trong suốt mùa giải.
Anh ra mắt cho Akhisar Belediyespor trong trận thua 4-2 trước Galatasaray ngày 9 tháng 12 năm 2017.